# Lucien Lesna
Lucien Lesna (Le Locle, Suïssa, 11 d'octubre de 1863 - Évreux, 1 de juliol de 1932) va ser un ciclista francès que va córrer a cavall del segle xix i xx.
Nascut a Suïssa, de pares francesos, no va començar a practicar el ciclisme fins als 26 anys. El 1890 va guanyar el Campionat de la Unió Velocípeda de Romandia. El 1894 va guanyar la Bordeus-París, la clàssica més important de l'època, amb una bicicleta de la marca Peugeot. Creada el 1891, aquell any es va disputar en un recorregut de 591 quilòmetres. Va creuar la meta en solitari després de 25 h  11'  07"  de cursa. El mateix any va guanyar la París-Saint-Malo i la París-Bar-le-Duc.
En anys posteriors se centrà en les proves en pista. El 1895 va guanyar el campionat francès de mig fons. El 1896 i 1897 guanyà el Campionat d'Europa de mig fons. El 1901 i 1902 guanyà la París-Roubaix.
El 1903, durant la París-Madrid, en la qual va participar com a motociclista en un Peugeot, va patir un accident en el qual es va trencar un genoll que l'obligà a deixar de córrer.
A finals de 1909  va aprendre a pilotar avions a Pau a l'escola Blériot amb Graham White. El 1909, 1910 i 1911 va patir accidents d'avió. Va morir en un accident de motocicleta l'11 de juliol de 1932 a l'entrada d'Évreux.
El 2002 va ser inclòs al Saló de la Fama de la Unió Ciclista Internacional.

## Palmarès
- 1890
  - Campió de la Unió Velocípeda de Romandia
- 1892
  - 1r la Basilea-Estrasburg
- 1894
  - 1r a la Bordeus-París
  - 1r de la París-Saint Malo
  - 1r de la París-Bar-le-Duc
- 1895
  - Campió de França de mig fons
- 1896
  - Campió d'Europa de mig fons
- 1898
  - Campió d'Europa de mig fons
- 1901
  - 1r a la París-Roubaix
  - 1r a la Bordeus-París
- 1902
  - 1r a la París-Roubaix
  - 1r a la Marsella-París